# Macrocnemina
Macrocnemina is een onderorde van neteldieren uit de klasse van de Anthozoa (bloemdieren).

## Families
- Epizoanthidae Delage & Hérouard, 1901
- Hydrozoanthidae Sinniger, Reimer & Pawlowski, 2010
- Microzoanthidae Fujii & Reimer, 2011
- Nanozoanthidae Fujii & Reimer, 2013
- Parazoanthidae Delage & Hérouard, 1901